# Velimir Vukićević
Velimir-Velja Vukićević (cyrilicí Велимир-Веља Вукићевић) (11. červenec 1871 - 27. listopad 1930) byl srbský politik.

## Život a související politická činnost
Vukićević se narodil v malé obci Oparić. Původním povoláním byl středoškolský učitel. Do listopadu 1925 byl ministrem školství. Po odstoupení Nikoly Uzunoviće v polovině dubna 1927 byl králem Alexandrem pověřen sestavením vlády. Politicky zcela bezbarvý Vukićević byl představitelem nejmenší ze tří frakcí uvnitř Národní radikální strany. Do funkce se dostal především z vůle panovníka, který se rozhodl ovlivňovat dění ve vládě prostřednictvím dosazení svých důvěrníků do ministerských funkcí, vláda ostatně ani nikdy nežádala parlament o vyslovení důvěry. Nová vláda se pokusila dohnat nedodělky především v oblasti normotvorby a ratifikace mezinárodních smluv: do parlamentu poslala šedesát vládních návrhů zákona, z nichž ani jeden nebyl nakonec přijat, neboť činnost parlamentu byla v té době lemována obstrukcemi ze strany opozice. Prošel ale královský dekret, který otevíral cestu k parlamentním volbám, které se uskutečnily v září 1927. Díky volbám se do parlamentu dostal také Vukićevićův syn Miloš, který ale nesplňoval kritéria na věk poslance, což vyvolalo další vlnu kritiky. Po odchodu některých ministrů z vlády v únoru 1928 se král rozhodl najít nového premiéra, a tak oslovil nejprve Stjepana Radiće, jehož jmenování nakonec skončilo na absenci souhlasu radikálů, poté oslovil demokrata Ljubomira Davidoviće, kterému premiérské křeslo uniklo díky stejnému problému s radikály jako Radićovi, a konečně předsedu parlamentu Ninka Periće, který se premiérem nakonec nestal kvůli neshodě v obsazení funkcí ministra financí, spravedlnosti, zemědělství, zemědělských reforem, lesnictví a těžby. Panovníka pozornost se tak obrátila zpátky k Vukićevićovi, který poté sestavil svou druhou vládu. V květnu 1928 měl parlament ratifikovat mezinárodní smlouvy s Itálií, které se týkaly rybolovu a pozemkových záležitostí v Dalmácii, kde žilo mnoho Italů. Opozice označila tyto smlouvy za nevýhodné a hádky v parlamentu přerostly v potyčky s policií v ulicích Bělehradu. 19. června uveřejnily deníky blízké radikálům a vládě články, v nichž bylo vyzýváno k fyzické likvidaci představitelů Chorvatské selské strany. Zasedání parlamentu 20. června 1928 se neslo v napjaté náladě, která vygradovala, když poslanec vládní radikální strany Puniša Račić vystřelil z revolveru na pět chorvatských poslanců: Pavle Radić a Đuro Basariček byli na místě mrtví, Ivan Pernar a Ivan Granđa byli zranění (přežili) a Stjepan Radić zemřel v důsledku dalších komplikací dva měsíce po incidentu. Již tak složitá situace se ještě více zkomplikovala: konaly se protestní demonstrace - jen v Záhřebu se jí zúčastnilo na devatenáct tisíc lidí, Chorvati si v Záhřebu uspořádali vlastní sněm a sám panovník se ve vztahu k možnosti oddělení Chorvatska nechal slyšet, že raději připustí rozdělení než federalizaci země. Vukićevićova vláda podala do rukou panovníka demisi 4. července 1928. Panovník nakonec sestavením nové vlády pověřil Slovince Antona Korošce. Velimir Vukićević zemřel v Bělehradě 27. listopadu 1930.